# Skarbiec (Górowo Iławeckie)
Skarbiec (deutsch Schatzberg) ist ein Ort in der polnischen Woiwodschaft Ermland-Masuren. Er gehört zur Landgemeinde Górowo Iławeckie (Landsberg) im Powiat Bartoszycki (Kreis Bartenstein) – bis 1945 zum Kreis Preußisch Eylau in Ostpreußen.

## Geographische Lage
Skarbiec liegt an der Walsch (polnisch Wałsza) im Nordwesten der Woiwodschaft Ermland-Masuren, 22 Kilometer südwestlich der heute auf russischem Staatsgebiet gelegenen früheren Kreisstadt Preußisch Eylau (russisch Bagrationowsk) bzw. 33 Kilometer nordwestlich der heutigen Kreismetropole Bartoszyce (deutsch Bartenstein).

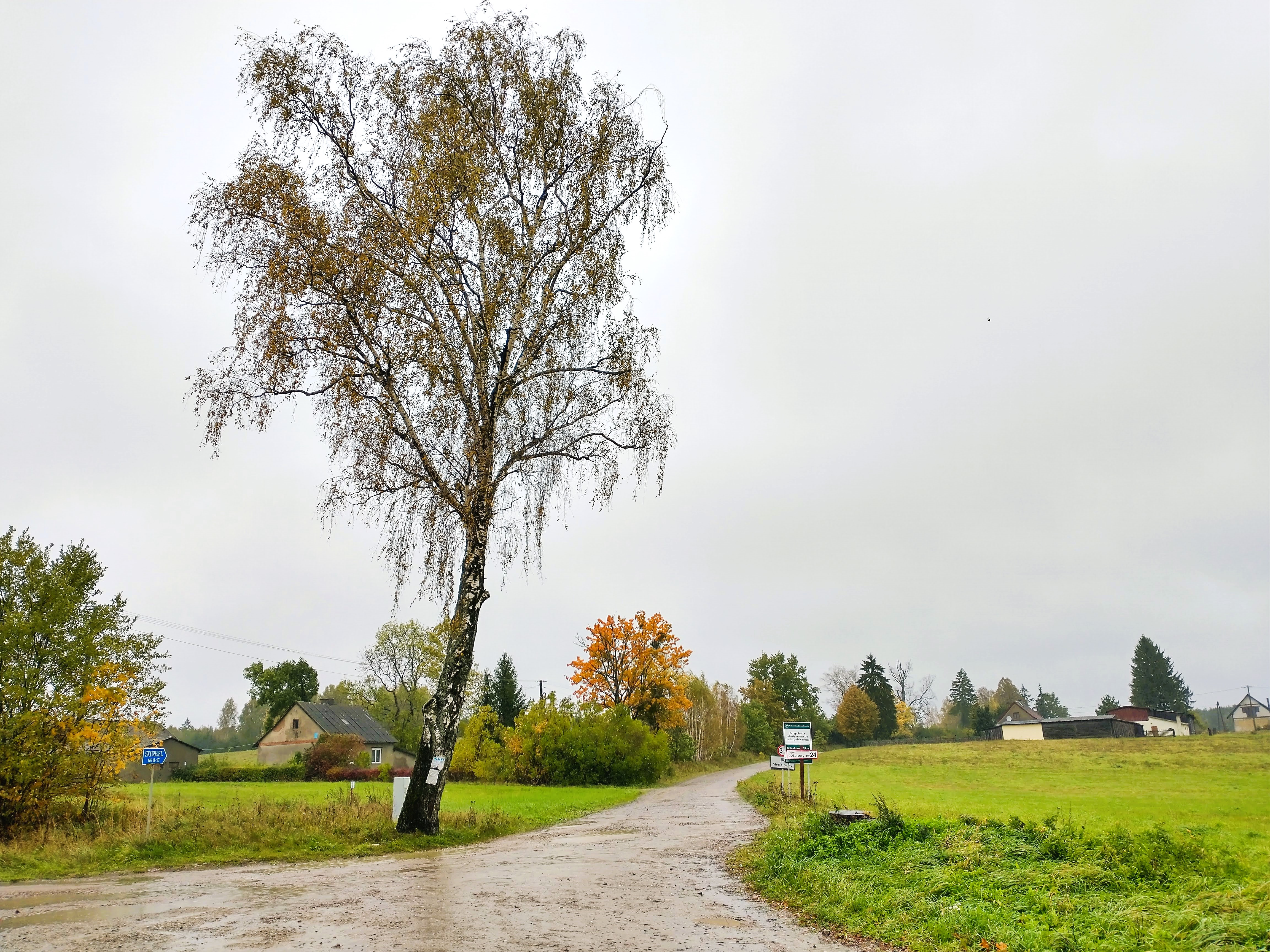
Landweg bei Skarbiec

## Geschichte
Schatzberg wurde 1614 unter der Bezeichnung Groß Steegen gegründet und erhielt erst am 4. Juli 1888 den bis 1945 geltenden Namen. Der Ort war ein Vorwerk zu Groß Steegen (polnisch Stega Wielka) und ab 1928 zu Canditten (Kandyty).
Schatzberg kam 1945 in Kriegsfolge mit dem gesamten südlichen Ostpreußen zu Polen und erhielt die polnische Namensform „Skarbiec“. Heute ist es eine Ortschaft innerhalb der Gmina Górowo Iławeckie (Landgemeinde Landsberg) im Powiat Bartoszycki (Kreis Bartenstein) von 1975 bis 1998 der Woiwodschaft Olsztyn, seither der Woiwodschaft Ermland-Masuren zugehörig.

## Religion
Bis 1945 war Schatzberg in das Kirchspiel der evangelischen Kirche Canditten (polnisch Kandyty) in der Kirchenprovinz Ostpreußen der Kirche der Altpreußischen Union eingegliedert.
Skarbiec gehört jetzt zur römisch-katholischen Pfarrei Kandyty im Dekanat Górowo Iławeckie (Landsberg) im Erzbistum Ermland.

## Verkehr
Skarbiec liegt an einer Nebenstraße, die die Woiwodschaftsstraßen 510, 511 und 512 miteinander verbindet und von Górowo Iławeckie (Landsberg) über Lelkowo (Lichtenfeld) bis nach Żelazna Góra (Eisenberg) führt. Diese Straße wird in Skarbiec von einer anderen Straße gekreuzt, die von Zięby (Finken) über Grotowo (Hoppendorf) bis nach Gniewkowo (Gottesgnade) bis nach Sągnity (Sangnitten) verläuft.
Von 1898 bis 1944 und von 1954 bis 1993 war Sangnitten (Sągnity) die nächste Bahnstation. Sie lag an der Bahnstrecke von Königsberg (Preußen) über Zinten und Landsberg nach Rothfließ (polnisch Czerwonka), die nach dem Kriege nur noch als Bahnstrecke Sągnity–Czerwonka befahren wurde.